# Водянобалківська сільська рада
Водянобалківська сільська рада — колишній орган місцевого самоврядування у Диканському районі Полтавської області з центром у селі Водяна Балка.

## Населені пункти
Сільраді були підпорядковані населені пункти:
- c. Водяна Балка
- с. Горянщина
- с. Кононенки
- с. Кратова Говтва
- с. Онацьки